# Michael Koch (Regisseur)

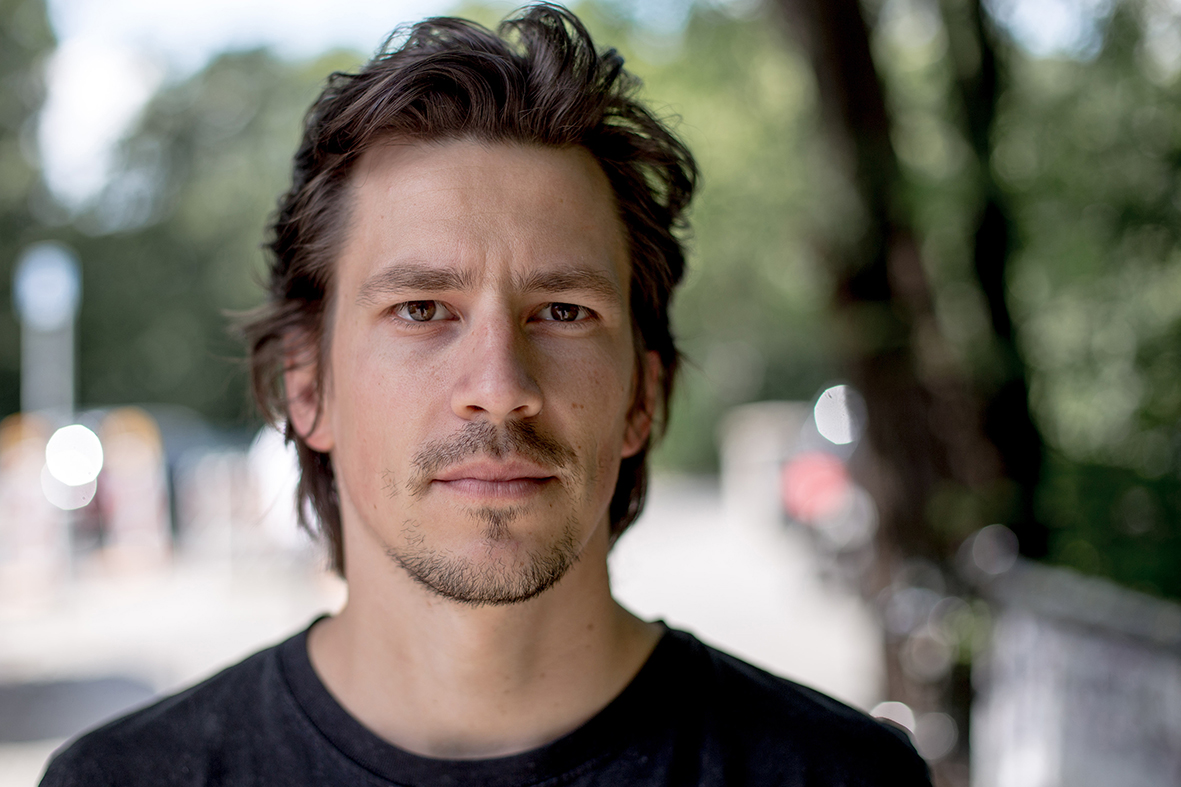
Michael Koch (2016)

Michael Koch (* 2. Juli 1982 in Luzern) ist ein Schweizer Schauspieler, Regisseur und Drehbuchautor.

## Leben und Wirken
Michael Koch gab mit 17 Jahren sein Schauspieldebüt am Jungen Theater Basel, wo er bis 2002 in weiteren Inszenierungen zu sehen war. Einem breiteren Schweizer Publikum wurde er durch seine Hauptrolle des Antonio Carrera in dem Spielfilm Achtung, fertig, Charlie! (2003) bekannt.
2003 begann Koch ein Studium an der Kunsthochschule für Medien Köln, parallel dazu arbeitete er bis 2007 gelegentlich als Schauspieler für Fernsehfilme.
Als Regisseur drehte Koch während seines Studiums einige Kurzfilme, die auf vielen nationalen und internationalen Filmfestivals gezeigt wurden und zahlreiche Auszeichnungen erhielten. 2005 erschien sein Kurz-Dokumentarfilm Wir sind dir treu über den Anstimmer in der Fankurve des FC Basel. Der darauffolgende Kurz-Spielfilm Beckenrand von 2006, über eine tragische Auseinandersetzung zwischen einer Jugendclique und einem Bademeister, war ferner 2007 für den Deutschen Kurzfilmpreis in Gold nominiert. 2008 beendete Koch sein Studium  mit dem Diplomfilm Polar, der 2009 unter anderem den Deutschen Kamerapreis, den Deutschen Kurzfilmpreis in Gold und auf der Berlinale eine Lobende Erwähnung erhielt.
Im Anschluss realisierte er als Regisseur zwei Theaterarbeiten an der Kaserne Basel. 2009 wurde das Stück „Wilde Herzen“ im Rahmen der Treibstoff Theatertage Basel und 2011 und 2012 das Stück „Mein Kopfschuss sitzt nicht“ in Basel aufgeführt.
2016 erschien Kochs Langfilm-Debüt Marija, für welches er zusammen mit Juliane Großheim das Drehbuch schrieb. Der mehrfach prämierte Spielfilm feierte im selben Jahr seine Uraufführung im internationalen Wettbewerb des Locarno Film Festivals in der Schweiz. Marija lief auf vielen deutschen und ausländischen Filmfestivals und kam am 9. März 2017 in die deutschen Kinos.
2022 wurde sein zweiter Spielfilm Drii Winter in den internationalen Wettbewerb der 72. Berlinale eingeladen und erhielt dort eine Lobende Erwähnung. Ein Jahr später wurde das mit Laiendarstellern besetzte Werk mit dem Schweizer Filmpreis als Bester Spielfilm ausgezeichnet.
Des Weiteren unterrichtet Koch als Dozent an der Internationalen Filmschule Köln.

## Filmografie (Auswahl)

### Regie und Drehbuch
- 2005: Wir sind dir treu (Kurzfilm), (Regie, Drehbuch (Konzept))
- 2006: Beckenrand (Kurzfilm), (Regie, Drehbuch)
- 2006: Kurzpässe (Episodenfilm), (Regie, Drehbuch)
- 2009: Polar (Kurzfilm), (Regie, Drehbuch zusammen mit Juliane Großheim)
- 2016: Marija (Regie, Drehbuch zusammen mit Juliane Großheim)
- 2022: Drii Winter (Regie, Drehbuch)

### Schauspiel
- 2003: Achtung, fertig, Charlie!
- 2005: Tod einer Ärztin (Fernsehfilm)
- 2007: Liebe und Wahn (Fernsehfilm)

### Sonstiges
- 2005: Wir sind dir treu (Kurzfilm; Kamera, Schnitt, Produktion)
- 2006: Beckenrand (Kurzfilm; Schnitt)

## Theaterarbeiten
- 2009: „Wilde Herzen“ von Simon Froehling, Treibstoff Theatertage Basel, Kaserne Basel, (Regie)
- 2011–2012: „Mein Kopfschuss sitzt nicht“ von DeinKurt in Koproduktion mit der Kaserne Basel und in Kooperation mit dem Staatsarchiv Basel-Stadt, (Regie und Konzept)

## Auszeichnungen (Auswahl)
- 2004: Internationale Filmfestspiele Berlin – European Shooting Stars Award
- 2005: Internationale Kurzfilmtage Winterthur – Preis für den besten Schweizer Kurzfilm für Wir sind dir treu
- 2005: Kasseler Dokumentarfilm- und Videofest – Nominierung für die Auszeichnung Goldene Schlüssel in der Wettbewerbskategorie Bester dokumentarischer Kurzfilm für Wir sind dir treu
- 2006: Internationales Kurzfilmfestival Clermont-Ferrand – Canal+ Award in der Wettbewerbskategorie Lab Competition für Wir sind dir treu
- 2006: Filmkunstfest Schwerin – Nachwuchsförderpreis in der Wettbewerbskategorie Bester Kurz – Dokumentarfilm für Wir sind dir treu
- 2006: Documenta Madrid (Spanien) – Publikumspreis und Lobende Erwähnung in der Wettbewerbskategorie Bester Kurzfilm für Wir sind dir treu
- 2006: Internationales Festival der Filmhochschulen München – ARRI-Award und ARTE-Kurzfilmpreis für Wir sind dir treu
- 2006: Schweizer Jugendfilmtage – Gewinner des Preises Springender Panther in der Wettbewerbskategorie Bester Kurzfilm für Wir sind dir treu
- 2006: Locarno Film Festival – Nominierung für den Pardi di domani (Leopards of Tomorrow) – Award für Beckenrand
- 2006: Upcoming Film Makers – Schweizer Jungfilmfestival Luzern (Schweiz) – Beste Regie für Beckenrand
- 2007: Kurzfilm Festival Hamburg – Lobende Erwähnung in der Kategorie Deutscher Wettbewerb für Beckenrand
- 2007: Deutscher Kurzfilmpreis – Nominierung in der Kategorie Spielfilme mit einer Laufzeit von 7 bis 30 Minuten für den Deutschen Kurzfilmpreis in Gold für Beckenrand
- 2007: Schweizer Filmpreis – Nominierung in der Kategorie Bester Kurzfilm für den Schweizer Filmpreis für Beckenrand
- 2008: Internationale Kurzfilmtage Winterthur (Schweiz) – Preis für den besten Schweizer Kurzfilm für Polar
- 2009: Berlinale – Lobende Erwähnung Dialogue en Perspective für Polar
- 2009: First Steps – Nominierung in den Kategorien Spielfilme bis 60 Minuten und Bestes Drehbuch für Polar
- 2009: Deutscher Kurzfilmpreis – Kurzfilmpreis in Gold in der Kategorie Spielfilme mit einer Laufzeit von 7 bis 30 Minuten für Polar
- 2009: Filmfest Dresden – Preis Goldener Reiter für den besten Kurzspielfilm im deutschen Wettbewerb für Polar
- 2009: Internationales Filmfestival Warschau – Nominierung für den besten Kurzfilm für Polar
- 2016: Locarno Film Festival – Nominierung für den Goldenen Leoparden in der Kategorie Bester Spielfilm für Marija
- 2017: Schweizer Filmpreis – Nominierung für den Schweizer Filmpreis in der Kategorie Bester Spielfilm für Marija
- 2017: Zürcher Filmpreis – Zürcher Filmpreis für Marija
- 2021: Internationales Filmfestival Karlovy Vary – TRT Award in der Festivalsektion First Cut+ für Drii Winter[8]
- 2022: Internationale Filmfestspiele Berlin – Lobende Erwähnung  und Nominierung für den Goldenen Bären im internationalen Wettbewerb für Drii Winter[9]
- 2023: Schweizer Filmpreis  für Drii Winter in der Kategorie Bester Spielfilm[6]